# IC 506
IC 506 — галактика типу E? (еліптична галактика) у сузір'ї Гідра.
Цей об'єкт міститься в оригінальній редакції індексного каталогу.